# Pont-Saint-Esprit
Pont-Saint-Esprit is een gemeente in het Franse departement Gard (regio Occitanie). De gemeente telde 10.759 inwoners op 1 januari 2022. De plaats maakt deel uit van het arrondissement Nîmes.
De plaats ligt op de rechteroever van de Rhône en is sinds de vroege 14de eeuw een historische oversteekplaats over de rivier door de voltooiing van de Pont du Saint-Esprit die de gemeente ook zijn naam heeft gegeven.

## Bezienswaardigheden
Buiten de brug over de Rhône telt de gemeente nog bezienswaardigheden waaronder elf historische monumenten; bijvoorbeeld:
- Collegiale kerk (14e eeuw)
- Priorij Saint-Pierre (12e eeuw)
- Kerk Sain-Saturnin
- Citadel

## Geschiedenis
De Pont du Saint-Esprit  werd gebouwd in de 14e eeuw. Rond de brug ontstond een complex met een hospitaal, een rustplaats voor reizigers en een kerk. De citadel werd gebouwd tussen 1595 en 1620.

### Tweede Wereldoorlog
In januari 1944 werd een compagnie van de Divisie Brandenburg gelegerd in de gemeente. De citadel werd in de volgende maanden gebruikt als gevangenis voor verzetslieden. Zij werden er gemarteld; sommigen werden ter plaatse geëxecuteerd, anderen werden gedeporteerd. In augustus 1944 werd de citadel gebombardeerd en zwaar beschadigd.

### Massavergiftiging in 1951
In 1951 was er een uitbraak van ergotisme te Pont-Saint-Esprit, waarbij 7 doden vielen, 50 mensen in een psychiatrische inrichting moesten worden opgenomen, en 250 verdere mensen leden aan symptomen van meer of minder ernstige aard. Volgens de Amerikaanse onderzoeksjournalist Hank Albarelli werd de situatie veroorzaakt met het verspreiden van Lysergeenzuurdi-ethylamide door de Amerikaanse inlichtingendienst Central Intelligence Agency.

## Geografie
De oppervlakte van Pont-Saint-Esprit bedroeg op 1 januari 2022 18,49 vierkante kilometer; de bevolkingsdichtheid was toen 581,9 inwoners per km².
Pont-Saint-Esprit ligt vlak bij de Gorges de l'Ardèche. De Ardèche mondt uit in de Rhône vlak ten noorden van het centrum.
De onderstaande kaart toont de ligging van Pont-Saint-Esprit met de belangrijkste infrastructuur en aangrenzende gemeenten.

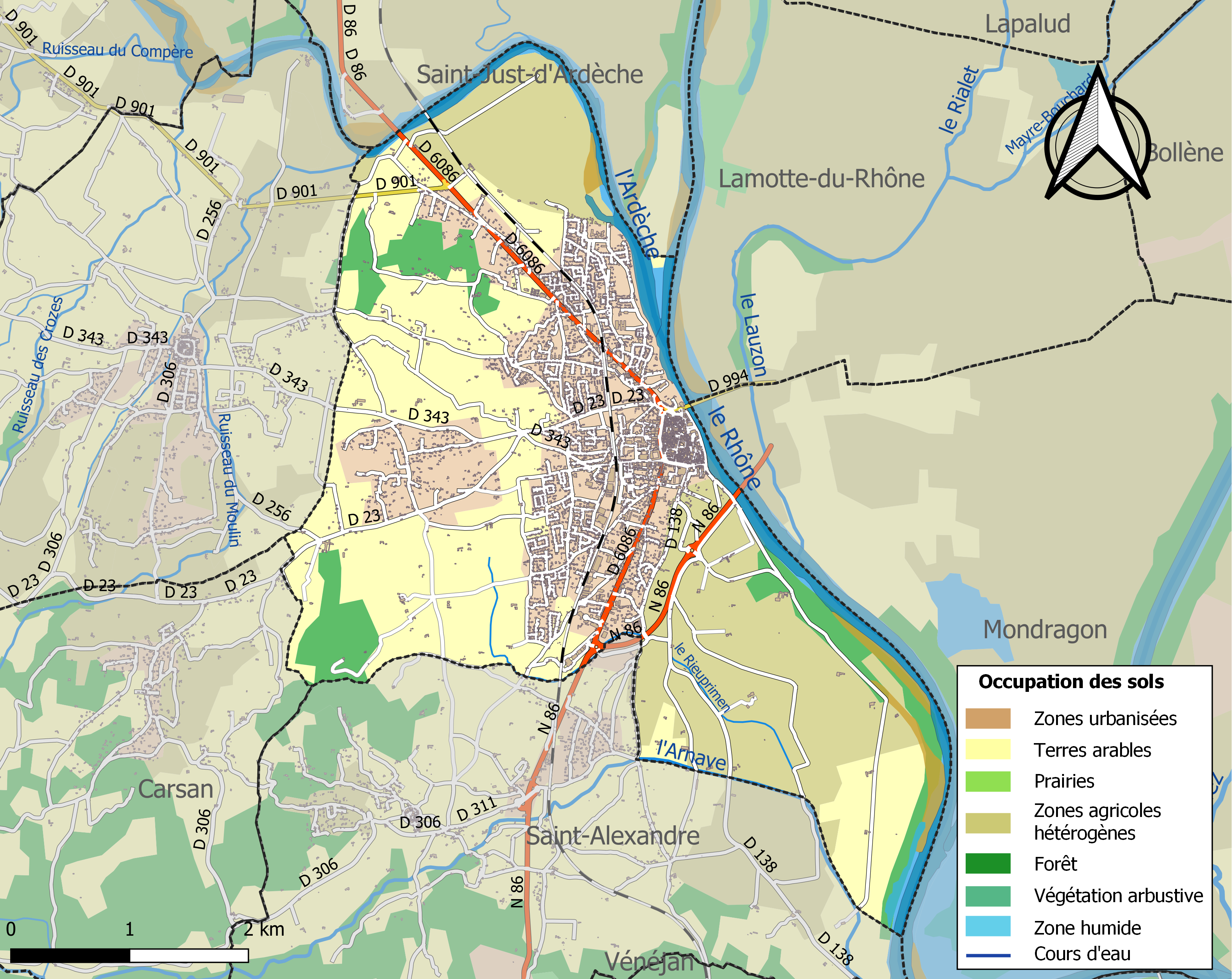

## Verkeer
In de gemeente ligt de spoorweghalte Pont-Saint-Esprit.

## Demografie
Onderstaande figuur toont het verloop van het inwonertal (bron: INSEE-tellingen).